# Campeonato Sudamericano de Clubes de Voleibol Masculino de 2016
El Campeonato Sudamericano de Clubes de Voleibol Masculino de 2016 fue la octava edición del torneo de voleibol masculino más importante a nivel de clubes en Sudamérica desde su reanudación. El torneo comenzó el 15 de febrero y duró hasta el 21 del mismo mes de 2016 y tuvo por sede la ciudad de Taubaté, en Brasil.
El campeón en esta edición fue Sada Cruzeiro, equipo brasilero vigente campeón del mundo, que venció en tres sets al equipo local y compatriota FUNVIC Taubaté y logró su tercer título en la competencia. Por otro lado, el tercer puesto se definió entre equipos argentinos, y fue UPCN San Juan Vóley quien venció a Personal Bolívar.
El equipo campeón disputará el Campeonato Mundial de Clubes de la FIVB de 2016.

## Equipos participantes
Grupo A.
- UPCN San Juan Vóley, campeón de Argentina.
- Personal Bolívar, campeón del torneo pre-sudamericano.
- Linares [5]
- Peerless, campeón de la Liga Peruana.

Grupo B.
- Sada Cruzeiro, campeón de Brasil.
- FUNVIC Taubaté, equipo local.
- Bohemios
- San Martín

## Modo de disputa
El campeonato se juega en dos fases, la fase de grupos y las eliminatorias. En primera instancia, los equipos se dividen en dos grupos, A y B, donde los equipos se enfrentan los unos a los otros. Los dos mejores equipos de cada grupo avanzan a la segunda fase, de eliminatorias. 
Los equipos ubicados en las terceras posiciones de cada grupo se enfrentan para determinar el quinto puesto, mientras que los últimos de grupo se enfrentan por el séptimo puesto.
Los mejores cuatro equipos se enfrentan en la segunda fase, donde el primero de un grupo se enfrenta al segundo del otro. Los dos ganadores avanzan a la final mientras que los perdedores disputan el tercer puesto.

## Primera fase

### Grupo A
| Pos. | Equipo           | Pts | PG | PP | SG | SP | PG  | PP  |
| ---- | ---------------- | --- | -- | -- | -- | -- | --- | --- |
| 1.°  | Personal Bolívar | 6   | 2  | 0  | 6  | 0  | 150 | 105 |
| 2.°  | UPCN San Juan    | 3   | 1  | 1  | 3  | 3  | 139 | 131 |
| 3.°  | Peerles          | 0   | 0  | 2  | 0  | 6  | 98  | 151 |

| Fecha         |                  | Res   |                  | Set 1 | Set 2 | Set 3 | Set 4 | Set 5 | Total |
| ------------- | ---------------- | ----- | ---------------- | ----- | ----- | ----- | ----- | ----- | ----- |
| 17 de febrero | Club Peerless    | 0 - 3 | UPCN San Juan    | 11-25 | 21-25 | 24-26 | —     | —     | 56-76 |
| 18 de febrero | Personal Bolívar | 3 - 0 | Club Peerless    | 25-11 | 25-16 | 25-15 | —     | —     | 75-42 |
| 19 de febrero | UPCN San Juan    | 0 - 3 | Personal Bolívar | 19-25 | 22-25 | 22-25 | —     | —     | 63-75 |

### Grupo B
| Pos. | Equipo         | Pts | PG | PP | SG | SP | PG  | PP  |
| ---- | -------------- | --- | -- | -- | -- | -- | --- | --- |
| 1.°  | Sada Cruzeiro  | 9   | 3  | 0  | 9  | 1  | 245 | 157 |
| 2.°  | FUNVIC Taubaté | 6   | 2  | 1  | 7  | 3  | 237 | 156 |
| 3.°  | Bohemios       | 3   | 1  | 2  | 3  | 6  | 145 | 207 |
| 4.°  | San Martín     | 0   | 0  | 3  | 0  | 9  | 115 | 225 |

| Fecha         |                | Res   |               | Set 1 | Set 2 | Set 3 | Set 4 | Set 5 | Total |
| ------------- | -------------- | ----- | ------------- | ----- | ----- | ----- | ----- | ----- | ----- |
| 17 de febrero | FUNVIC Taubaté | 3 - 0 | San Martín    | 25-9  | 25-6  | 25-10 | —     | —     | 75-25 |
| 17 de febrero | Bohemios       | 0 - 3 | Sada Cruzeiro | 17-25 | 9-25  | 8-25  | —     | —     | 34-75 |
| 18 de febrero | Bohemios       | 3 - 0 | San Martín    | 25-22 | 25-15 | 25-20 | —     | —     | 75-57 |
| 18 de febrero | FUNVIC Taubaté | 1 - 3 | Sada Cruzeiro | 25-20 | 20-25 | 19-25 | 23-25 | —     | 87-95 |
| 19 de febrero | FUNVIC Taubaté | 3 - 0 | Bohemios      | 25-13 | 25-10 | 25-13 | —     | —     | 75-36 |
| 19 de febrero | San Martín     | 0 - 3 | Sada Cruzeiro | 10-25 | 12-25 | 14-25 | —     | —     | 36-75 |

## Segunda fase
|  | Semifinales      | Semifinales   |   |                  | Final          | Final |  |
|  |                  |               |   |                  |                |       |  |
|  |                  |               |   |                  |                |       |  |
|  |                  |               |   |                  |                |       |  |
|  | Personal Bolívar | 1             |   |                  |                |       |  |
|  | FUNVIC Taubaté   | 3             |   |                  |                |       |  |
|  |                  |               |   |                  |                |       |  |
|  |                  |               |   |                  |                |       |  |
|  |                  |               |   |                  | FUNVIC Taubaté | 0     |  |
|  |                  | Sada Cruzeiro | 3 |                  |                |       |  |
|  |                  |               |   |                  |                |       |  |
|  |                  |               |   |                  |                |       |  |
|  |                  |               |   |                  | Tercer lugar   |       |  |
|  |                  |               |   |                  |                |       |  |
|  | Sada Cruzeiro    | 3             |   | Personal Bolívar | 0              |       |  |
|  | UPCN San Juan    | 0             |   |                  | UPCN San Juan  | 3     |  |

| Quinto lugar |   |
| Peerless     | 3 |
| Bohemios     | 0 |

### Quinto puesto
| Fecha         |          | Res   |          | Set 1 | Set 2 | Set 3 | Set 4 | Set 5 | Total |
| ------------- | -------- | ----- | -------- | ----- | ----- | ----- | ----- | ----- | ----- |
| 20 de febrero | Peerless | 3 - 0 | Bohemios | 25-23 | 25-20 | 25-20 | —     | —     | 75-63 |

### Semifinales
| Fecha         |                  | Res   |                | Set 1 | Set 2 | Set 3 | Set 4 | Set 5 | Total |
| ------------- | ---------------- | ----- | -------------- | ----- | ----- | ----- | ----- | ----- | ----- |
| 20 de febrero | Personal Bolívar | 1 - 3 | FUNVIC Taubaté | 23-25 | 25-23 | 22-25 | 18-25 | —     | 88-98 |
| 20 de febrero | Sada Cruzeiro    | 3 - 0 | UPCN San Juan  | 25-22 | 26-24 | 25-16 | —     | —     | 76-62 |

### Tercer puesto
| Fecha         |                  | Res   |               | Set 1 | Set 2 | Set 3 | Set 4 | Set 5 | Total |
| ------------- | ---------------- | ----- | ------------- | ----- | ----- | ----- | ----- | ----- | ----- |
| 21 de febrero | Personal Bolívar | 0 - 3 | UPCN San Juan | 25-27 | 26-28 | 13-25 | —     | —     | 64-80 |

### Final
| Fecha         |                | Res   |               | Set 1 | Set 2 | Set 3 | Set 4 | Set 5 | Total |
| ------------- | -------------- | ----- | ------------- | ----- | ----- | ----- | ----- | ----- | ----- |
| 21 de febrero | FUNVIC Taubaté | 0 - 3 | Sada Cruzeiro | 20-25 | 21-25 | 10-25 | —     | —     | 51-75 |

## Posiciones finales
| Pos. | Equipo           |
| ---- | ---------------- |
|      | Sada Cruzeiro    |
|      | FUNVIC Taubaté   |
|      | UPCN San Juan    |
| 4.°  | Personal Bolívar |
| 5.°  | Peerless         |
| 6.°  | Bohemios         |
| 7.°  | San Martín       |

|  | Clasificado al Campeonato Mundial de Clubes de la FIVB de 2016 |

| Campeón Sudamericano de Clubes |
| ------------------------------ |
| Sada Cruzeiro Tercer título    |

## Jugadores premiados
- Mejor jugador[2]

 Yoandy Leal Hidalgo (Sada Cruzeiro)
- Mejor pasador

 William Arjona (Sada Cruzeiro)
- Mejores punteros

 Ricardo Lucarelli (FUNVIC Taubaté)
 Nikolay Uchikov (UPCN San Juan)
- Mejores centrales

 Isac Santos (Sada Cruzeiro)
 Deivid Costa (FUNVIC Taubaté)
- Mejor líbero

 Felipe Silva (FUNVIC Taubaté)